# Petter Rudi
Petter Normann Rudi (født 17. september 1973 i Kristiansund, Norge) er en norsk tidligere fodboldspiller (midtbane).
Rudi startede sin karriere hos Molde FK i den norske Tippeliga, hvor han spillede frem til 1997. Herefter skiftede han til engelske Sheffield Wednesday, og opnåede 76 kampe i Premier League i løbet af de følgende tre sæsoner. Senere i karrieren spillede han hos både KAA Gent i Belgien og Austria Wien i Østrig.
Rudi spillede desuden 46 kampe og scorede tre mål for Norges landshold. Hans første landskamp var et opgør mod Jamaica 26. november 1995, hans sidste en kamp mod Senegal 1. marts 2006.